# Trichomachimus rubisetosus
Trichomachimus rubisetosus là một loài ruồi trong họ Asilidae. Trichomachimus rubisetosus được Oldroyd miêu tả năm 1964. Loài này phân bố ở miền Ấn Độ - Mã Lai.